# Cratocnema pallidipes
Cratocnema pallidipes är en stekelart som beskrevs av Szepligeti 1914. Cratocnema pallidipes ingår i släktet Cratocnema och familjen bracksteklar. Inga underarter finns listade i Catalogue of Life.